# Nolviks kile
Nolviks kile är en bebyggelse i stadsdelen Björlanda (Björlanda socken) i Göteborgs kommun i Västra Götalands län. Området avgränsades före 2015 till en småort för att därefter räknas som en del av tätorten Nolvik.